# Камілевський Людвік
Лю́двік Каміле́вський  (25 серпня 1946, Андреєвка — 21 січня 2019, Луцьк) — римо-католицький священник. Народився 25 серпня 1946 р. в селі Андріївка, Шортандинського району, Акмолінської області в Казахстані. Ієрейські свячення отримав в 1974 р. в Ризі. У 1974—1991 рр. вікарій у Митрополичій Базиліці у Львові. У добу «перестройки» і на початку 90-х років XX ст. заслужений у справі повернення численних костелів для потреб релігійного культу у Львівській і Волинській областях. У 1991—1999 роках настоятель, а в 1991—2000 рр. декан у Луцьку на Волині; добився повернення катедри Св. Трійці й Св. Апостолів Петра і Павла, а також чисельних костелів на Волині, зокрема, відомої Колегіати в Олиці для вірних латинського обряду. Має великі заслуги в ділі відродження Католицької церкви на Волині. У 1999—2000 рр. настоятель парафії Ківерці біля Луцька. Від 2000 р. працює в Києво-Житомирській дієцезії. Протягом року був парохом катедрального костелу Св. Софії в Житомирі. Нині настоятель парафії Св. Вацлава в цьому місті. Займається реконструкцією цього парафіяльного храму, який був перебудований на консервний завод. Декан Житомирського деканату, який охоплює 15 парафій. Удостоєний гідності капелана Святішого Отця і ґремяльного каноніка Митрополичої Капітули у Львові. Прелат, капелан Його Преосвященства.